# Tréveray
Tréveray est une commune française située dans le département de la Meuse, en région Grand Est.

## Géographie
Tréveray est un petit village dans le Sud Meusien, situé sur la rive gauche de l'Ornain.

### Communes limitrophes
| Saint-Amand-sur-Ornain | Saint-Amand-sur-Ornain | Boviolles   |
| Saint-Amand-sur-Ornain | Tréveray               | Saint-Joire |
| Hévilliers             | Saint-Joire            | Saint-Joire |

### Hydrographie
La commune est dans la région hydrographique « la Seine de sa source au confluent de l'Oise (exclu) » au sein du bassin Seine-Normandie. Elle est drainée par l'Ornain, le canal de la Marne au Rhin, divers bras de l'Ornain, l'Ormancon, l'Ornain et divers autres petits cours d'eau,.
L'Ornain, d'une longueur de 116 km, prend sa source dans la commune de Grand et se jette  dans la Saulx à Étrepy, après avoir traversé 36 communes. Les caractéristiques hydrologiques de l'Ornain sont données par la station hydrologique située sur la commune de Saint-Joire. Le débit moyen mensuel est de 4,42 m3/s. Le débit moyen journalier maximum est de 45,4 m3/s, atteint lors de la crue du 2 février 2013. Le débit instantané maximal est quant à lui de 48,1 m3/s, atteint le même jour.
Le canal de la Marne au Rhin, long de 293 km et 178 écluses à l'origine, relie la Marne (à Vitry-le-François) au Rhin (à Strasbourg). Par le canal latéral de la Marne, il est connecté au réseau navigable de la Seine vers l'Île-de-France et la Normandie. 
L'Ormancon, d'une longueur de 16 km, prend sa source dans la commune de Mandres-en-Barrois et se jette  dans divers bras de l'Ornain sur la commune, après avoir traversé quatre communes. 

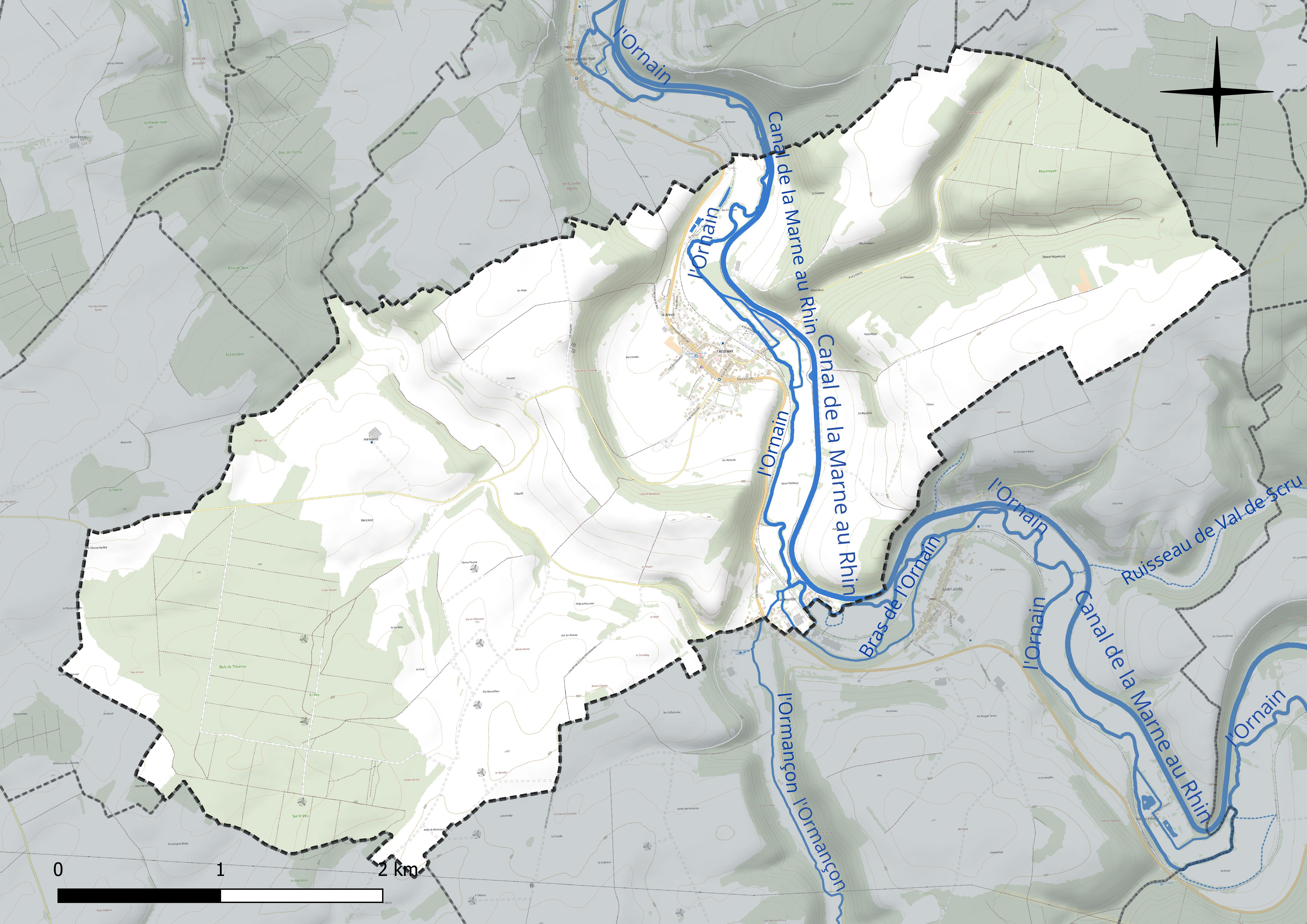
Réseau hydrographique de Tréveray.

### Climat
Pour des articles plus généraux, voir Climat du Grand Est et Climat de la Meuse.
En 2010, le climat de la commune est de type climat de montagne, selon une étude du Centre national de la recherche scientifique s'appuyant sur une série de données couvrant la période 1971-2000. En 2020, Météo-France publie une typologie des climats de la France métropolitaine dans laquelle la commune est exposée à un climat océanique altéré et est dans la région climatique  Lorraine, plateau de Langres, Morvan, caractérisée par un hiver rude (1,5 °C), des vents modérés et des brouillards fréquents en automne et hiver. 
Pour la période 1971-2000, la température annuelle moyenne est de 9,9 °C, avec une amplitude thermique annuelle de 16,3 °C. Le cumul annuel moyen de précipitations est de 972 mm, avec 12,8 jours de précipitations en janvier et 9,8 jours en juillet. Pour la période 1991-2020, la température moyenne annuelle observée sur la station météorologique de Météo-France la plus proche, « Erneville aux Bois_sapc », sur la commune d'Erneville-aux-Bois à 15 km à vol d'oiseau, est de 9,9 °C et le cumul annuel moyen de précipitations est de 1 021,5 mm. 
La température maximale relevée sur cette station est de 39,4 °C, atteinte le 25 juillet 2019 ; la température minimale est de −24,2 °C, atteinte le 18 février 1956,,. 
Les paramètres climatiques de la commune ont été estimés pour le milieu du siècle (2041-2070) selon différents scénarios d'émission de gaz à effet de serre à partir des nouvelles projections climatiques de référence DRIAS-2020. Ils sont consultables sur un site dédié publié par Météo-France en novembre 2022.

## Urbanisme

### Typologie
Au 1er janvier 2024, Tréveray est catégorisée commune rurale à habitat dispersé, selon la nouvelle grille communale de densité à sept niveaux définie par l'Insee en 2022.
Elle est située hors unité urbaine. Par ailleurs la commune fait partie de l'aire d'attraction de Bar-le-Duc, dont elle est une commune de la couronne,. Cette aire, qui regroupe 86 communes, est catégorisée dans les aires de 50 000 à moins de 200 000 habitants,.

### Occupation des sols
L'occupation des sols de la commune, telle qu'elle ressort de la base de données européenne d’occupation biophysique des sols Corine Land Cover (CLC), est marquée par l'importance des territoires agricoles (58,4 % en 2018), une proportion sensiblement équivalente à celle de 1990 (57,6 %). La répartition détaillée en 2018 est la suivante : 
terres arables (45,3 %), forêts (34,2 %), prairies (10,5 %), milieux à végétation arbustive et/ou herbacée (5,5 %), zones agricoles hétérogènes (2,6 %), zones urbanisées (1,8 %). L'évolution de l’occupation des sols de la commune et de ses infrastructures peut être observée sur les différentes représentations cartographiques du territoire : la carte de Cassini (XVIIIe siècle), la carte d'état-major (1820-1866) et les cartes ou photos aériennes de l'IGN pour la période actuelle (1950 à aujourd'hui).

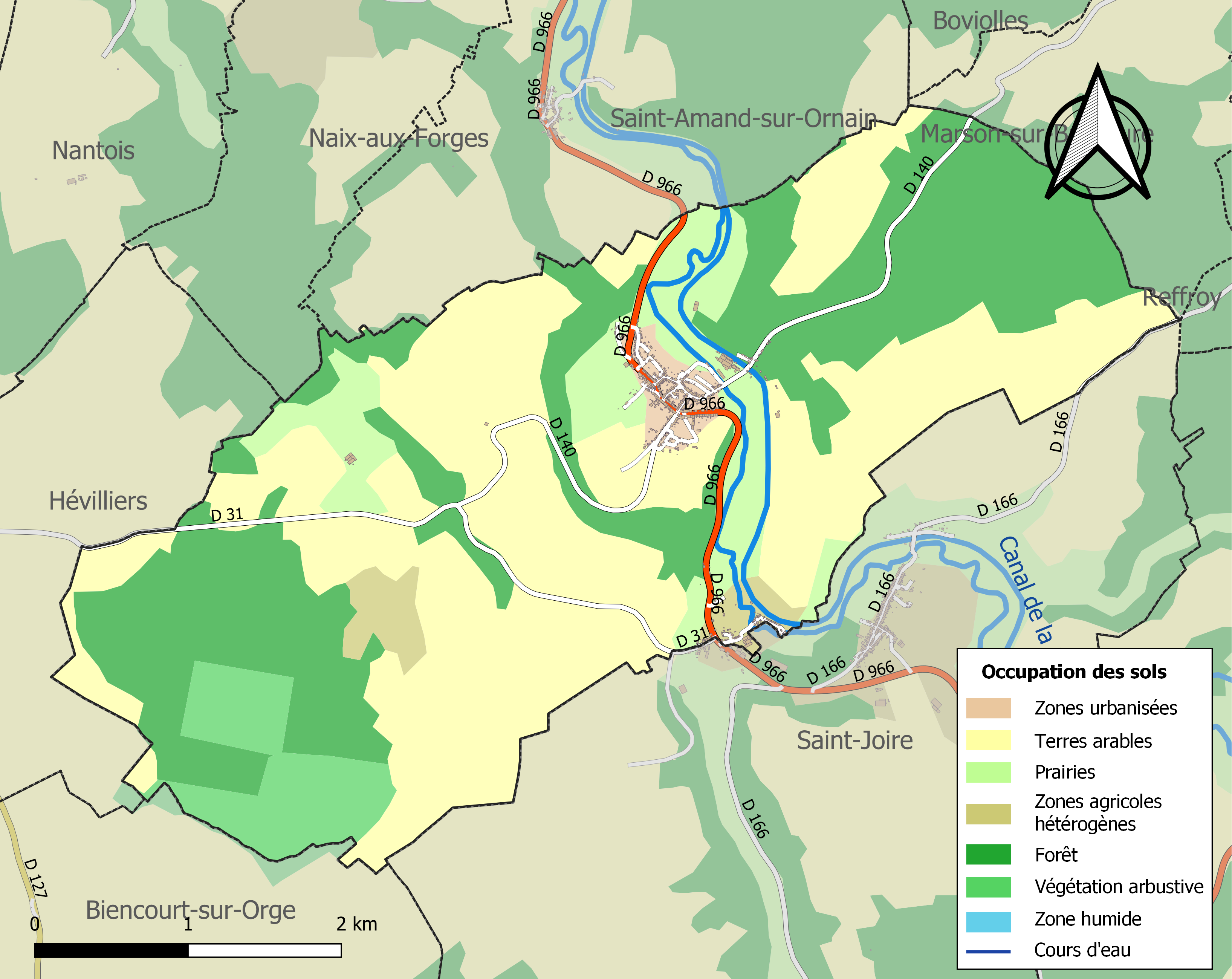
Carte des infrastructures et de l'occupation des sols de la commune en 2018 (CLC).

## Toponymie
Le nom de la localité est attesté sous les formes Trevereyum (1402) ; Treverey (1495-96) ; Trevray (1687) ; Treuerey (1700) ; Trevereium, Treverez (1711) ; Treverium (1756).

Composé de *war ou du pré-indo-européen *vara « eau » avec la préposition latine trans « au-delà de ». Tréveray se situe au bord de la rivière l'Ornain. Il est possible qu'un gué ou un pont existé déjà dans la localité.

## Politique et administration
| Période                                  | Période  | Identité         | Étiquette | Qualité     |
| ---------------------------------------- | -------- | ---------------- | --------- | ----------- |
| Les données manquantes sont à compléter. |          |                  |           |             |
| avant 1995                               | ?        | Louis Bianchini  | DVD       |             |
| mars 2001                                | mai 2020 | Denis Stolf      | DVD       |             |
| mai 2020                                 | En cours | Pascal Lallemant |           | Agriculteur |

## Population et société

### Démographie
L'évolution du nombre d'habitants est connue à travers les recensements de la population effectués dans la commune depuis 1793. Pour les communes de moins de 10 000 habitants, une enquête de recensement portant sur toute la population est réalisée tous les cinq ans, les populations de référence des années intermédiaires étant quant à elles estimées par interpolation ou extrapolation. Pour la commune, le premier recensement exhaustif entrant dans le cadre du nouveau dispositif a été réalisé en 2005.

En 2022, la commune comptait 550 habitants, en évolution de −5,66 % par rapport à 2016 (Meuse : −4,4 %, France hors Mayotte : +2,11 %).
| 1793 | 1800 | 1806 | 1821 | 1831 | 1836 | 1841 | 1846 | 1851 |
| ---- | ---- | ---- | ---- | ---- | ---- | ---- | ---- | ---- |
| 600  | 371  | 593  | 654  | 750  | 881  | 926  | 997  | 980  |

| 1856 | 1861 | 1866 | 1872 | 1876 | 1881 | 1886 | 1891 | 1896 |
| ---- | ---- | ---- | ---- | ---- | ---- | ---- | ---- | ---- |
| 943  | 940  | 944  | 900  | 852  | 931  | 920  | 934  | 865  |

| 1901 | 1906 | 1911 | 1921 | 1926 | 1931 | 1936 | 1946 | 1954 |
| ---- | ---- | ---- | ---- | ---- | ---- | ---- | ---- | ---- |
| 850  | 808  | 808  | 846  | 936  | 933  | 939  | 864  | 997  |

| 1962  | 1968  | 1975  | 1982 | 1990 | 1999 | 2005 | 2006 | 2010 |
| ----- | ----- | ----- | ---- | ---- | ---- | ---- | ---- | ---- |
| 1 096 | 1 034 | 1 013 | 888  | 809  | 741  | 707  | 703  | 635  |

| 2015 | 2020 | 2022 | - | - | - | - | - | - |
| ---- | ---- | ---- | - | - | - | - | - | - |
| 595  | 552  | 550  | - | - | - | - | - | - |

## Culture locale et patrimoine

### Lieux et monuments
- La statue de Pierre de Luxembourg.
- La fontaine.
- La salle Jean-Colson.
- Le bar associatif Les 3 Vallées depuis 2023 (lieu convivial et programmation culturelle tout au long de l'année)

### Personnalités liées à la commune
- Roland Crancée (Tréveray 1932 - Tarbes 2012) : rugbyman (international français).
- Joseph Oury (Tréveray 1852 - Toul 1949) : organiste de la cathédrale de Toul, compositeur, pédagogue.
- Pierre Henrion de Pansey (Tréveray 1742 - Paris 1829) : fut ministre de la Justice.

### Héraldique
| Blason de Tréveray | Blason  | Burelé d'or et d'azur au lion de gueules, la queue fourchée et passée en sautoir, armé, lampassé et couronné d'argent ; au chef de gueules chargé de deux pics de mineurs d'or passés en sautoir à dextre et d'un creuset de fonderie du même posé en bande à senestre et déversant une coulée de fonte d'argent. |
| Blason de Tréveray | Détails | Création de R.A. Louis avec les conseils de la Commission Héraldique de l'UCGL. Adopté par la commune en juin 2014. |